# 夏尔-爱德华·布朗-塞加尔
夏尔-爱德华·布朗-塞加尔（Charles-Édouard Brown-Séquard，1817年4月8日—1894年4月2日）是一位毛里求斯生理学家和神经学家，他于1850年首次描述了脊髓半切综合征。

## 生平
布朗-塞加尔生于毛里求斯路易港，父亲是美国人，母亲是法国人。1846年从医学专业毕业后，他回到毛里求斯，打算在那儿工作，但1952年他去了美国。在那儿他称为弗吉尼亚医学院教员，在埃及楼进行了好几项实验。
后来他回到巴黎，1859年迁居伦敦，成为国立瘫痪及癫痫医院医生。在那儿他待了五年，在多次演讲中详细解释了他对神经系统病理学的看法，引起了学界注意。1863年再次赴美，被任命为哈佛生理学及神经学教授。1867年他放弃了此一职位，1869年成为巴黎医学院教授，1873年回到美国，开始在纽约行医。
最终，他于1878年回到巴黎，接替克洛德·贝尔纳担任法兰西公学院实验医学教授，他担任此职直到1894年去世。他被安葬于巴黎蒙帕纳斯公墓。
布朗-塞加尔是个颇具争议性的人物，他还以自我报告了“通过服用猴睾丸提取物复壮”而知名。这个结果现在被认为是由于安慰剂效应，但促进了内分泌研究的发展。
1886年他被选入糖俱乐部董事会，他还是伦敦皇家学会会员。

## 工作
布朗-塞加尔是个热心的观察家和实验家。他对我们关于血液和动物体温的知识有许多贡献，同时发现了有关神经系统的许多重要事实。他是确定脊髓生理机能、演示能够带来疼痛和温度感觉的神经的交叉发生在脊髓之内的首位科学家。在观察了毛里求斯收割甘蔗的农民脊髓内的意外伤害后，他用半切脊髓发现了一种综合征，该病现在以他的名字命名。
更重要的是他是认识到血流里会分泌影响远处器官的物质——现在被称为激素的首批科学家之一。1856年他做实验证明移除肾上腺会导致死亡，因为该腺体分泌的激素是必不可少的。在他的晚年，他支持通过皮下注射由豚鼠和狗睾丸中提取的液体来延长人类寿命。科学界讽刺的将其称为布朗-塞加尔氏长生不老药。
布朗-塞加尔发表了500多篇论文，主要收集在《生理学档案》中，该档案是由他和让-马丹·沙尔科、阿尔弗雷德·维尔皮安于1868年建立的。
19世纪晚期，布朗-塞加尔用于通过豚鼠实验支持修改遗传而引发了争议。这些实验进行于1869年至1891年，他展示了试验品脊髓或坐骨神经的局部剖视图，接下来几个星期试验品进入类似癫痫的异常状态。这些试验品的后代较短寿，且有相当的数量产生癫痫的趋势。